# Хази
Хази — особливі знаки нотописания у Вірменії, відомі з VII століття. Різновид невм, застосовуваних у середньовічному вірменському співочому мистецтві, в часи незалежного від структури словесних текстів розвитку принципів формо- і ритмотворення в монодії.

## Історія
Хазові знаки співу виникли у Вірменії, де було створено самобутню вірменську національну систему запису. Хазове письмо об'єднує вірменську письмову систему з усною традицією. Система хазових знаків розроблена в VII–IX століттях, імовірно поетом і вченим Степаносом Сюнеці (другим), який здійснив другу систематизацію гласів і врешті винайшов систему нотопису — хази. Кіракос Гандзакеці поширення хазов приписує Хачатуру з Тарона. Мистецтво використання хазів у Вірменії бурхливо розвивалося до XII століття, а вже з XII століття — в Кілікійському вірменському царстві.
Систему хазів і тлумачення її знаків у Кілікії вдосконалили відомі майстри середньовічного вірменського співу Нерсес Шноралі, Григор Хул (XII століття), Геворг Скевраці (XIII століття) та інші майстри.

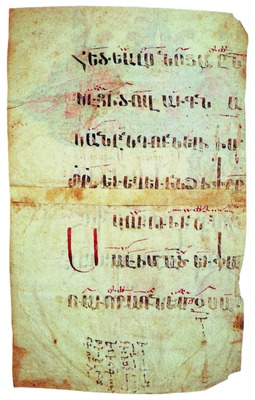
Текст з хазами (давньовірменська музична нотація), X століття

В Кілікії остаточно склалися три основних типи хазового письма, повністю оформилися хазові співочі книги, головні з яких — Шаракноц (Гімнарий), Манрусум і Гандзаран (збірники мелізматичних співів). Незважаючи на те, що окремі знавці хазів жили у Вірменії аж до кінця XVIII століття, починаючи з XV століття хазове письмо перестало розвиватися і в міру розкладання феодальної культури Вірменії поступово було забуте.
В кінці XVIII — початку XIX століть фахівець із середньовічної вірменської музики Григор Гапасакалян, зробивши спробу домогтися вказання знаками точних інтервальних відношень між звуками, безуспішно прагнув реформувати систему хазів. У 1820-х роках Амбарцум Лимонджян розробив нову систему нотопису — вірменський нотопис.
Нерідко хазами підписували архітектурні споруди, де нотопис був покликаний увічнити значущу подію. Розташований у Нагірному Карабасі на відрізку 10-го км. траси Гадрут — Мартуні каравансарай має арки побудовані в традиційно вірменському стилі. На арках є напис, де хазами написано:Я, Джелі Вард, прибув (сюди) в літо 1130 (1681 р.)
На початку XX століття європейські та вірменські вчені досліджували хазове письмо. Особливе місце в їх вивченні належить Комітасові, який збирався до кінця вирішити загадку давньої вірменської нотної системи — хазів. Однак під час Першої світової війни 1914—1918 рр. і геноциду вірмен більша частина робіт Комітаса в галузі хазознавства було втрачено; в одній з них детально розглядалися питання розшифрування хазів. Деякі вцілілі записи і видані статті вірменського композитора, що стосуються хазознавства, становлять значну цінність.
Велика робота в галузі хазознавства проведена у Вірменії після її радянізації. Сьогодні вивчення хазів триває в Матенадарані. Музикознавці, які працювали над розшифровкою хазів, найдавніші зразки яких відомі з рукописних фрагментів IX століття, довели, що хази виникли на ґрунті оригінальної національної музичної культури.

## Структура

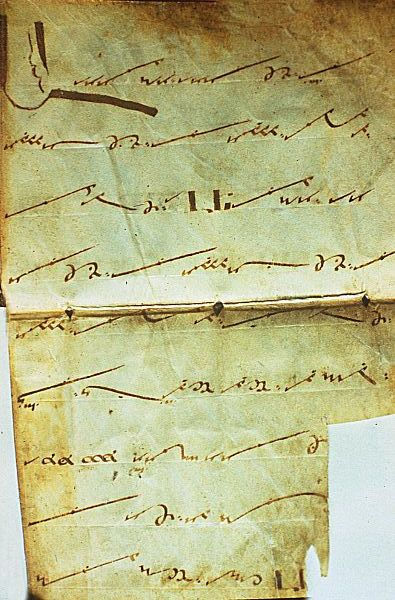
Хази, рукопис XII століття

Порівняльне вивчення різних середньовічних хазових таблиць наочно показує, що число основних знаків, які поступово вводилися в практику, з часом зросло до сорока. У співочих рукописах, крім головних, міститься близько 30 допоміжних, змінених і похідних знаків. Застосування письма хазів передбачало наявність навичок володіння системою гласів вірменської Монодії — варіативних традиційних мелодійних моделей. Хази позначали способи і динаміку виконання, ритмічну схему мелодій, поспівки, мелізми, юбіляції, а також можливість підвищення і пониження голосу. Під час розшифровування хазового письма найбільшу складність являють способи виконання і динаміка, пов'язані з середньовічними прийомами акцентуації і звукоподання. Розділення мелодій здійснювалося за допомогою знаків пунктуації вірменської мови: в широкоспівних — незалежно від тексту; у співах силабічних і кантиленних — відповідно до членування тексту.

### Типи хазового письма
Хази діляться на три головних типи :
- екфонетичні знаки-акценти, які вказують на своєрідно акцентоване підвищення і пониження голосу (тонічність системи)
- графічне зображення хейрономічних жестів (стенографічність системи)
- музичні ідеограми — умовні знаки, які позначають відносно розлогі мелодійні фрази (ідеографічність).

Залежно від гласу, вказаного на початку виспівів, контексту і жанру з темпом, в якому виконуються виспіви, хази набувають конкретного ладоінтонаційного значення.

### Категорії метричних значень
У хазах відомі чотири категорії метричних значень :
- довгий склад (дорівнює сумі двох одиниць);
- короткий склад (половина метричної одиниці);
- середній склад (метрична одиниця);
- великий склад (дорівнює сумі чотирьох, а іноді й більше, одиниць).

Крім цього, у виспіви вводилися «помилкові склади», що містять широкі розспіви — опорні моменти, які мають значення особливих метроритмічних структур.

## Знаки

Некоторые хазы
Arandznatrop
Bazmyeghanak
Benkortj
Boot
Dogh
Yerkar
Zark
Ekortj
Tagatrop
Tasht
Toor
Khatsbek або har
Khatsle або harkortja
Khagh
Khosrovayin
Toor
Khoom
Khoontj
Tsanratrop
Tsnkner
Tsoonk
Kortja
Koor zrehik
Hangooyts
Harook
Hooha
Dzakortj
Dzayndardz
Haresht або arashesht
Nerqnakhagh
Shesht
Voghomnyak
Parooyk
Soogh
Soor
Storadir
Veradir
Vernakhagh
Patoot
Poosh
Qash
Qarqash
Qmazard
Qmatrop